# Freddie Forsland
Freddie Forsland, född 23 september 1947, är en svensk före detta fotbollsspelare. Han spelade som målvakt i Malmö FF under åren 1969-1973.

### Fotnoter
1. ↑  Alsjö, Martin (2011). 100 år med Allsvensk fotboll. Idrottsförlaget. sid. 307–309. ISBN 978-91-977326-7-3